# Farrokhroo Parsa
Farokhroo Pārsā, född i Qom i Persien, 22 mars 1922, död 8 maj 1980, var en iransk läkare, pedagog, politiker och utbildningsminister. Hon var den första kvinnliga ministern i Iran, och avrättades av den religiösa regimen efter den islamiska revolutionen på grund av sina insatser för moderniseringen av Iran.

## Biografi
Pārsā var dotter till Farrokh-Din och Fakhr-e Āfāgh Pārsā. Modern var redaktör för kvinnotidningen Jahan'e Zan (Kvinnors värld) och förespråkare för jämställdhet och utbildning för kvinnor, vilket gjorde att hon hade förvisats från Teheran till Qom före dotterns födelse 1922.
Pārsā tog en naturvetenskaplig examen och blev biologilärare på Jeanne d'Arcs högskola i Teheran, där Farah Diba var en av hennes studenter. Senare blev hon skolans rektor.
1963 blev Pārsā invald i parlamentet där hon arbetade för reformer i familje- och kvinnolagstiftningen. 1965 utnämndes hon till vice utbildningsminister, och 1968 utbildningsminister i Amir-Abbas Hoveydas regering, den första kvinnliga ministern i Iran.

### Dödsdom och avrättning
Efter den islamiska revolutionen 1979 blev Pārsā arresterad och dömdes till döden anklagad för att ha: "spridit synd på jorden och motarbetat Gud".

I sitt sista brev från fängelset före avrättningen skrev hon till sina barn: 
"Jag är läkare, så jag är inte rädd för döden. Döden är bara ett ögonblick och inte mer. Jag är beredd på att motta döden med öppna armar hellre än att leva i skam genom att tvingas bära slöja. Jag tänker inte böja mig inför dem som väntar sig att jag ska uttrycka ånger för femtio år av mitt arbete för jämlikhet mellan män och kvinnor. Jag är inte beredd på att bära chador och gå bakåt i historien."
Pārsā avrättades genom arkebusering den 8 maj 1980. Efter avrättningen hävdade regimen att hon var en bahai, eftersom denna filosofi uppmuntrade jämställdhet. Detta har dock förnekats av hennes familj. 
Hennes efterträdare som minister uttryckte sin förvåning över hennes avrättning, då hon hade upprätthållit vänskapliga förbindelser även med medlemmar av revolutionens sympatisörer.